# Neydens
Neydens är en kommun i departementet Haute-Savoie i regionen Auvergne-Rhône-Alpes i sydöstra Frankrike. Kommunen ligger i kantonen Saint-Julien-en-Genevois som tillhör arrondissementet Saint-Julien-en-Genevois. År 2022 hade Neydens 2 227 invånare.

## Befolkningsutveckling
Antalet invånare i kommunen Neydens
| Referens: INSEE |